# Loch nam Breac
Loch nam Breac är en sjö i Storbritannien.   Den ligger i kommunen Highland och riksdelen Skottland, i den norra delen av landet, 800 km norr om huvudstaden London. Loch nam Breac ligger 194 meter över havet.  Trakten runt Loch nam Breac består i huvudsak av gräsmarker.